# Consulat général de France à Shenyang
Le consulat général de France à Shenyang est une représentation consulaire de la République française en République populaire de Chine. Il est situé dans l'arrondissement de Heping, à Shenyang (Moukden en mandchou), dans le Liaoning.

## La circonscription consulaire

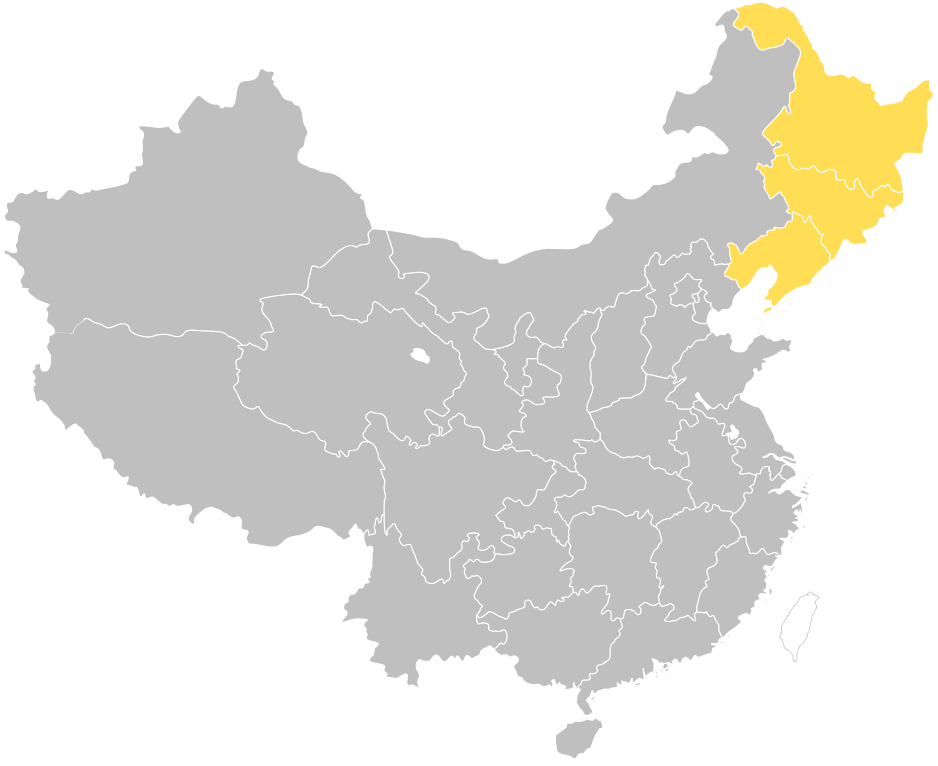
Le Nord-Est de la Chine (Dongbei) comprend les provinces du Liaoning, du Jilin et du Heilongjiang.

Le consulat général de France à Shenyang, ouvert en octobre 2008, a compétence sur le Nord-Est de la Chine (Dōngběi, 东北), qui comprend les provinces du Liaoning, du Jilin et du Heilongjiang. Outre Shenyang, les villes principales de la circonscription sont Harbin, chef-lieu de la province du Heilongjiang, Changchun, chef-lieu de la province du Jilin et Dalian, principal port du Nord-Est.
La  circonscription consulaire de Shenyang s’étend sur un territoire de 787 300 km2. Les trois provinces du Nord-Est comptent plus de 110 millions d’habitants. La France et l’Allemagne sont les deux pays de l’Union Européenne qui disposent d’une représentation consulaire à Shenyang.

## Missions
Les missions du consulat général sont multiples :
- Représentation politique de la France en Chine
- Services à la communauté française résidant dans le Dongbei
- Diplomatie économique
- Soutien à l’action des entreprises françaises installées dans la circonscription
- Promotion de la Destination France
- Coopération culturelle
- Coopération académique et universitaire

## Liste des chefs de postes
- René Consolo, nommé en juin 2007
- Isabelle Miscot, nommée en avril 2012
- Marc Lamy, nommé en mai 2015
- Anne Rulliat, nommée en octobre 2019